# Dasyhelea lutea
Dasyhelea lutea är en tvåvingeart som beskrevs av Remm och Zhogolev 1968. Dasyhelea lutea ingår i släktet Dasyhelea och familjen svidknott. Inga underarter finns listade i Catalogue of Life.